# José Bartel
Pour les articles homonymes, voir Bartel.
José Bartel, né le 24 février 1932 à Lille et mort le 26 janvier 2010 à La Rochelle, est un chanteur et compositeur français.

## Biographie
José Bartel fait ses débuts en 1947 à l'âge de quinze ans en tant que chanteur dans l'orchestre d'Aimé Barelli. Trois ans plus tard, celui-ci lui confie la baguette pour une série de concerts au Sporting Club de Monaco. Après un service de 22 mois en Algérie en 1957-1958, il rentre à Paris où il crée sa propre formation orchestrale, avec laquelle il enregistre en 1959 son premier 45 tours, Hey..! Jo, dans lequel il interprète notamment Donnez-moi tout ça (musique d'Henri Betti et paroles d'André Hornez). Après une tournée et un second disque en février 1961 chez Bel Air (Pour les amoureux), il dissout son ensemble pour se consacrer à une carrière en solo.
En 1962, il fait la connaissance de Michel Legrand et Jacques Demy qui préparent leur premier film entièrement chanté Les Parapluies de Cherbourg et lui demandent de doubler vocalement l'acteur italien Nino Castelnuovo, puis en 1966, Grover Dale dans Les Demoiselles de Rochefort.
En 1968, il prête sa voix au roi Louie dans la version française du film d'animation de Disney, Le Livre de la jungle.

## Filmographie

### Acteur
- 1951 : Les Joyeux Pèlerins d'Alfred Pasquali : José

## Doublage
- Les Parapluies de Cherbourg de Jacques Demy : Guy Foucher  (voix chantée)
- Les Demoiselles de Rochefort de Jacques Demy : Bill (voix chantée)
- Le Livre de la jungle : Roi Louie
- Le Sauvage de Jean-Paul Rappeneau : interprète de Knock on Wood

## Compositions
- Le Premier Amour du monde, paroles d'Eddy Marnay, interprété par Serge Reggiani
- Pomme ou Histoire d'une histoire de Charles Matton
- L'Italien des Roses de Charles Matton
- Spermula de Charles Matton